# Guglielmo Maramauro
Guglielmo Maramauro (o Maramaldo) (Napoli, intorno al 1317 – ...) era il figlio primogenito di Landolfo di Guglielmo. Il nonno, da cui egli prese il nome, fu tesoriere dello Studio di Napoli, mentre il padre fu uomo d'arme al seguito del duca Carlo di Calabria e poi capitano del popolo di Anagni (1331). 
Legato all'ordine degli Ospitalieri di San Giovanni di Gerusalemme fin dall'età giovanile, Maramauro prestò i suoi servizi presso la corte angioina della regina Giovanna, per conto della quale, tra il 1344 e il 1348, compì numerosi viaggi diplomatici in Italia e in Europa. Negli anni Settanta del Trecento i domenicani dello studium napoletano gli affidarono l'insegnamento dell'opera di Tommaso d'Aquino. Nel 1379, Papa Urbano VI nominò Maramauro Senatore di Roma per il semestre comprendente i mesi di giugno e agosto. Morì tra il 1379 e il 1383, e i suoi resti furono sepolti nella cappella di famiglia nella chiesa di San Domenico Maggiore.
| Controllo di autorità | VIAF (EN) 22446259 · ISNI (EN) 0000 0000 7971 8787 · BAV 495/287546 · CERL cnp00566104 · LCCN (EN) nb98077810 · GND (DE) 12169691X · BNF (FR) cb155126393 (data) · J9U (EN, HE) 987007264921105171 |